# Lijst van Thaise ministers van Binnenlandse Zaken
Dit is een overzicht van de ministers van Binnenlandse Zaken van Thailand.
| Periode                              | Minister                       |
| ------------------------------------ | ------------------------------ |
| 10 december 1932 - 24 juni 1933      | Phya Jasaenyabodeesriboriban   |
| 24 juni 1933 - 16 december 1933      | Phya Udompongpensawasdi        |
| 16 december 1933 - 29 maart 1934     | Phya Phaholphonphayuhasena     |
| 29 maart 1934 - 12 februari 1936     | Pridi Banomyong                |
| 12 februari 1936 - 21 december 1938  | Thawan Thamrongnawasawat       |
| 21 december 1938 - 22 augustus 1941  | Plaek Pibulsongkram (1e keer)  |
| 22 augustus 1941 - 10 maart 1942     | Chuang Kwancherd               |
| 10 maart 1942 - 2 augustus 1944      | Mangkorn Brahmayodhi           |
| 2 augustus 1944 - 19 september 1945  | Bung Suphachalasai             |
| 19 september 1945 - 2 februari 1946  | Thawi Bunyaket                 |
| 2 februari 1946 - 24 maart 1946      | Srisena Sampatisiri            |
| 24 maart 1946 - 31 mei 1947          | Chuang Chawengsaksongkram      |
| 31 mei 1947 - 11 november 1947       | Phya Sundarapipit              |
| 11 november 1947 - 25 februari 1948  | Chit Munsilpa Sinadyodharaksa  |
| 25 februari 1948 - 15 april 1948     | Khuang Aphaiwong               |
| 15 april 1948 - 28 juni 1949         | Plaek Pibulsongkram (2e keer)  |
| 28 juni 1949 - 29 november 1951      | Mangkorn Phromyothi            |
| 29 november 1951 - 12 december 1953  | Banyati Devahasdin Na Ayudhya  |
| 12 december 1953 - 2 augustus 1955   | Luang Sunavin Vivat            |
| 2 augustus 1955 - 31 maart 1957      | Plaek Pibulsongkram (3e keer)  |
| 31 maart 1957 - 23 september 1957    | Phao Sriyananda                |
| 23 september 1957 - 16 oktober 1973  | Prapass Charusthira            |
| 16 oktober 1973 - 27 mei 1974        | Kamol Wanaprabha               |
| 27 mei 1974 - 17 maart 1975          | Atthasit Sithisunthorn         |
| 17 maart 1975 - 8 januari 1976       | Boonthang Thongswasdi          |
| 8 januari 1976 - 21 april 1976       | Kukrit Pramoj                  |
| 21 april 1976 - 22 oktober 1976      | Seni Pramoj                    |
| 22 oktober 1976 - 12 november 1977   | Samak Sundaravej               |
| 12 november 1977 - 11 augustus 1978  | Kriangsak Chomanan             |
| 11 augustus 1978 - 11 februari 1980  | Lek Naeomali                   |
| 11 februari 1980 - 23 juni 1981      | Prathuang Kirtiputra           |
| 23 juni 1981 - 11 augustus 1986      | Sitthi Chirarochana            |
| 11 augustus 1986 - 9 augustus 1988   | Prachuab Soontarangkul         |
| 9 augustus 1988 - 9 januari 1990     | Pramarn Adireksarn (1e keer)   |
| 9 januari 1990 - 14 december 1990    | Banharn Silpa-archa (1e keer)  |
| 14 december 1990 - 23 februari 1991  | Pramarn Adireksarn (2e keer)   |
| 6 maart 1991 - 17 april 1992         | Issarapong Noonpackdee         |
| 17 april 1992 - 18 juni 1992         | Anan Kalinta                   |
| 18 juni 1992 - 29 september 1992     | Pow Sarasin                    |
| 29 september 1992 - 17 december 1994 | Chavalit Yongchaiyudh          |
| 17 december 1994 - 18 juli 1995      | Sanan Kachornprasart (1e keer) |
| 18 juli 1995 - 1 december 1996       | Banharn Silpa-archa (2e keer)  |
| 1 december 1996 - 14 november 1997   | Snoh Thienthong                |
| 14 november 1997 - 11 april 2000     | Sanan Kachornprasart (2e keer) |
| 11 april 2000 - 18 februari 2001     | Banyat Bantadtan               |
| 18 februari 2001 - 3 oktober 2002    | Purachai Piemsomboon           |
| 3 oktober 2002 - 10 maart 2004       | Wanmuhamadnoor Matha           |
| 10 maart 2004 - 11 maart 2005        | Bhokin Bhalakula               |
| 11 maart 2005 - 2 augustus 2005      | Chidchai Vanasatidya           |
| 2 augustus 2005 - 19 september 2006  | Kongsak Wantana                |
| 9 oktober 2006 - 3 oktober 2007      | Aree Wong-araya                |
| 3 oktober 2007 - 6 februari 2008     | Surayud Chulanont              |
| 6 februari 2008 - 2 augustus 2008    | Chalerm Yubamrung              |
| 2 augustus 2008 - 2 december 2008    | Kowit Wattana                  |
| 20 december 2008 - 6 augustus 2011   | Chavarat Charnvirakul          |
| 9 augustus 2011 - 30 september 2012  | Yongyuth Wichaidit             |
| 28 oktober 2012 - 22 mei 2014        | Charupong Ruangsuwan           |
| 30 augustus 2014 - 1 september 2023  | Anupong Paochinda              |
| sinds 1 september 2023               | Anutin Charnvirakul            |